# La vida está en otra parte (novela)
La vida está en otra parte es una novela checoeslovaca escrita por Milan Kundera publicada en 1969. Fue traducida y publicada en francés en 1973.
La historia gira en torno a Jaromil, personaje dedicado a la poesía que vive en la antigua Checoslovaquia antes, durante y después de la Segunda Guerra Mundial.
- Datos: Q966732